# The Tyets
The Tyets es un grupo de música español de lengua catalana formado por los mataronenses Oriol de Ramon y Xavier Coca. 
Se dieron a conocer con su primer EP autoproducido Trapetón en 2018.   En 2023 lograron llegar al público mayoritario de Cataluña tras la publicación de su primer disco Èpic Solete. Su sencillo Coti x coti, en que se mezcla el reggaeton con una sardana, consiguió ser disco oro y de platino.Actualmente ha superado los 20 millones de reproducciones en la plataforma Spotify.En 2023 fueron el primer grupo en catalán en superar el millón de oyentes mensuales.

## Trayectoria
Ambos se conocieron en la Escuela de música de Mataró cuando eran pequeños.Empezaron a producir canciones juntos en 2018. Su banda está compuesta por Pau Samper, Adrià Reig, Juan Galán, Ferràn Samper y Pau Ruz .
En abril de 2020 publicaron el sencillo «Se queda» junto al artista Ferran Palau. En 2020 lanzaron su primer EP «El pipeig», junto a la discográfica Luup Records.El álbum cuenta con nueve temas, en el que hay una colaboración con la banda valenciana La Fúmiga.
El 4 de junio de 2021 se publicó el álbum infantil «Animalari urbà», donde el grupo participa junto a otros artistas como Ariox o Yung Rajola entre otros. En mayo publicaron su sencillo «Amics, tiets i coneguts» en colaboración con el grupo catalán Els amics de les arts.También ese año lanzaron una colaboración con el grupo de rumba Los Manolos.
El 17 de febrero de 2023 hicieron público el videoclip de la canción «Coti x coti», en la que mezclan estilos de música urbana como el reggaeton y de tradicional como la sardana. La canción enseguida se situó en las primeras posiciones de las listas musicales de las emisoras de radio catalanas. El 3 de marzo de 2023 lanzaron su disco «Èpic solete», también de la mano de Luup Records.El álbum cuenta con once temas y con colaboraciones con los artistas más populares del panorama catalán del momento como Julieta, Mushkaa y Figa Flawas.
El éxito del disco se ha traducido en actuaciones en el Camp Nou en el descanso del partido entre el Fútbol Club Barcelona y el Atlético de Madrid,en el Palau Sant Jordi durante la celebración de las finales de la Kings League, o en la entrega de la medalla de honor de la Generalidad de Cataluña al equipo femenino del Barcelona tras ganar la Liga de campeonas.En septiembre fueron uno de los grupos en actuar en las multitudinarias Fiestas de La Mercè de Barcelona, donde congregaron a más de 40.000 personas.En diciembre el grupo tocó por primera vez en Madrid, donde llenó la Sala Copérnico de la capital española.
En diciembre participaron, junto a otros artistas del panorama urbano catalán como 31FAM, Maria Hein o Mushkaa entre otros, en el recopilatorio de canciones de Navidad «Nadal Mix Tape 2023» producida por Roots y Luup Records.
En marzo de 2024 fueron galardonados con cuatro Premios Enderrock: 'Mejor artista', 'Mejor disco de música urbana' y 'Mejor canción', además del premio de la crítica a 'Mejor artista del año'. También ese mes publicaron el libro infantil 'Olívia', inspirado en su canción con el mismo nombre, ilustrado por Laia Berloso y publicado por la Editorial Nanit.

## Estilo

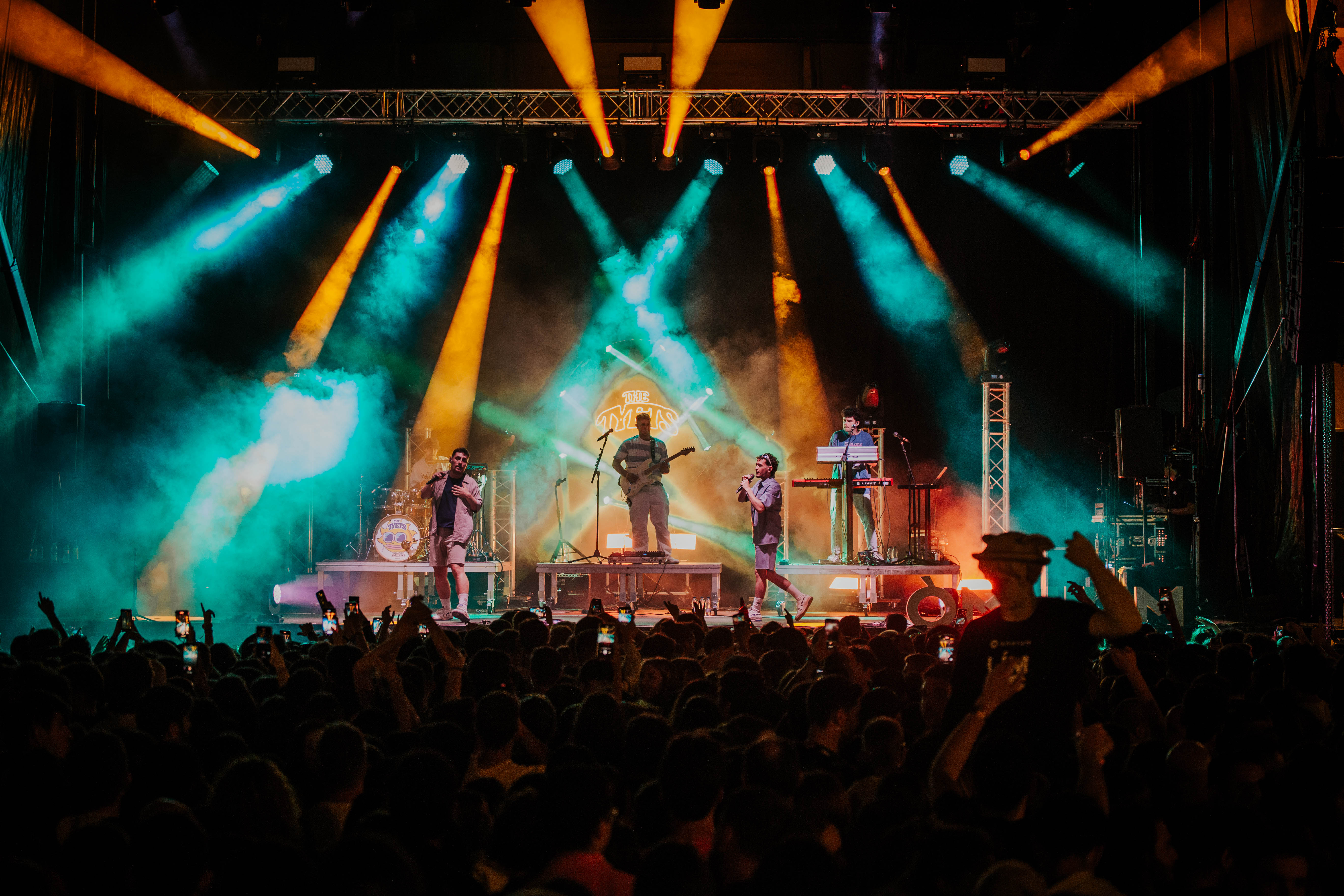
The Tyets en el Festival Límbico de Sitges de 2023, organizado por Òmnium Cultural.

Desde sus inicios se les ha encasillado dentro del género urbano, aunque ellos nunca se han querido limitar en ningún estilo.En su primer EP «Trapetón» mezclan el trap y el reggaeton, pero también añaden otros sonidos urbanos, latinos y electrónicas.A pesar de que en sus inicios encasillaron su género musical dentro de la etiqueta de «trapetón», han ido distanciandose de esa palabra a medida que han ido sacando nueva música.
Una de las peculiaridades de este grupo es el estilo de sus letras, que se distancian de las temáticas habituales del reggaeton y del trap, como podrían ser las drogas o el alcohol, y destacan por las letras humorísticas o las referencias a la tradición y la cultura catalanas.  Ellos mismos encasillan su género musical dentro de la etiqueta de «trapetón». 
En cuanto a la promoción del catalán, se les ha alabado por la normalización del uso del catalán en el ámbito de la música urbana y por haber contribuido a reavivar y renovar el panorama musical catalanohablante, con sonidos que siguen las tendencias internacionales de la década de 2020.   Sin embargo, también han recibido críticas por el uso de castellanismos para conseguir hacer las rimas de las canciones por parte de la crítica y  de profesionales de la lengua que consideran que existen buenas alternativas genuinas en catalán. Ahora bien, otros lingüistas, como Gerard Furest y Rudolf Ortega han felicitado igualmente a la labor del grupo, que ha visibilizado masivamente al catalán, incluso fuera de las fronteras catalanas .   Como otros artistas de su generación como Mushkaa o Julieta, que también mezclan ambos idiomas, ellos defienden que esta es la realidad de muchos catalanes.

## Discografía

### Álbumes
- El Pipeig (Luup Records, 2020).
- Animalari urbà (Luup Records, 2021).
- Èpic solete (Luup Records, 2023).
- Nadal Mix 2023 (Luup Records, 2023).
- Cafè pels més cafeteros (2025)[43]

### EP
- Trapetón (Autoeditado, 2018).

### Sencillos
- «Santrap» (Autoeditado, 2018).
- «RRHH (Tinc una casa)» (Luup Records, 2019).
- «Hamaking» (Luup Records, 2019).
- «Mala Vida» (Luup Records, 2019).
- «Me Escapé Con un Trompetista» con Adana, Memi, Vermax3015 (Luup Records, 2019).
- «Tremeru» con Maresme Boyz (Luup Records, 2020).
- «Fredolics» con Yung Rovelló (Luup Records, 2020).
- «Kelly» (Luup Records, 2020).
- «Ronaldinho» (Luup Records, 2020).
- «BEBESITA» (Luup Records, 2020).
- «Sacramento» con Kids From Mars, Bounties (Luup Records, 2020).
- «Se queda» con Ferran Palau (Luup Records, 2020).
- «Menorca» (Luup Records, 2020).
- «Txarango al Canet Rock» con La Fúmiga (Luup Records, 2020).
- «Amics, tiets i coneguts» con Els amics de les arts (Luup Records, 2021).
- «La De Los Manolos» con Los Manolos (Luup Records, 2021).
- «Britney-Remix» con Mama Dousha (Scotty DK, 2022).
- «Cada dia» con Yung Rajola (Halley Supernova, 2022).
- «Coco» con Flashy Ice Cream (Luup Records, 2022).
- «Tot el que vull» con Doble y Hugsound (Halley Records, 2022).
- «Fa Dies» con  Chiara Oliver (Luup Records, 2024)